# إيدا ساند
إيدا ساند (بالسويدية: Ida Sand)‏ هي عازفة بيانو ومغنية سويدية، ولدت في 5 نوفمبر 1977 في ستوكهولم في السويد.

## وصلات خارجية
- إيدا ساند على موقع ميوزك برينز (الإنجليزية)
- إيدا ساند على موقع ميوزك برينز (الإنجليزية)
- إيدا ساند على موقع أول ميوزيك (الإنجليزية)
- إيدا ساند على موقع ديسكوغز (الإنجليزية)
- إيدا ساند على موقع ديسكوغز (الإنجليزية)